# 2011년 투손 총격 사건

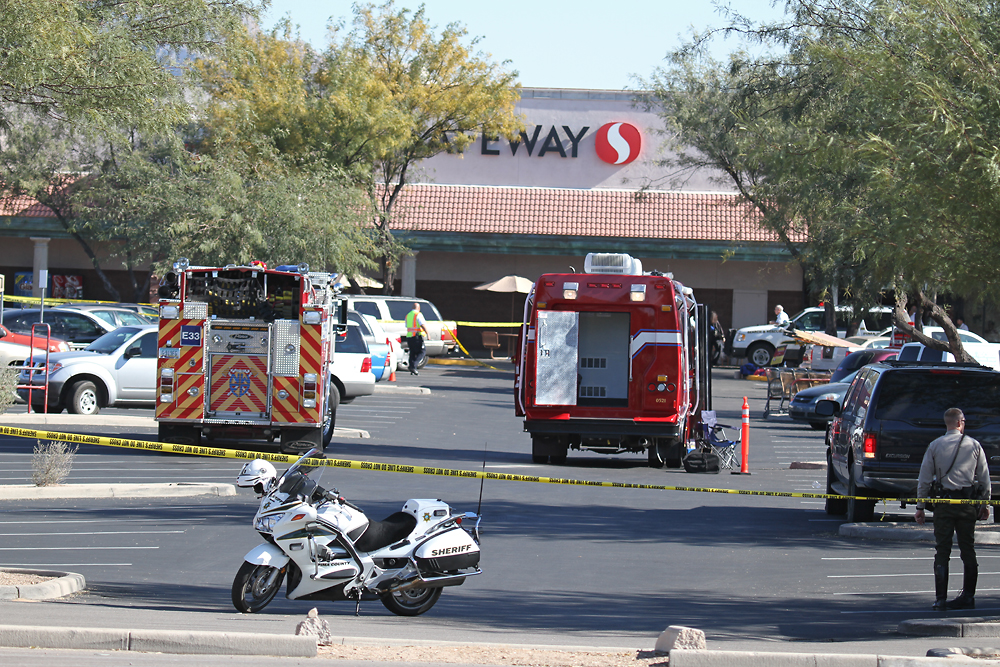

2011년 투손 총격 사건(영어: 2011 Tucson shooting)은 2011년 1월 8일 미국 애리조나주 투손에서 일어난 총격 사건이다. 오전 10시에 어떤 사람이 미국의 하원의원인 가브리엘 기퍼즈를 노려 총을 발사하였다. 9×19mm 패러벨럼의 총으로 쏘아서 관자놀이에 맞혀서 죽이려고 했으나 사망하지는 않았다. 범죄자는 제러드 리 러프너(Jared Lee Loughner)이다. 이로 인해 총 6명이 사망하였다.